# Chhewang Nima
Chhewang Nima (auch Chuwang Nima) (* 20. August 1967; † 23. Oktober 2010) war ein nepalesischer Bergsteiger.
Er begleitete zahlreiche Touren im Himalaya als Hochgebirgsträger und galt als einer der erfahrensten Bergsteiger der Welt. Er erreichte 19-mal den Gipfel des Mount Everest, erstmals am 3. Mai 1994. Nur wenige Monate später stand er bereits zum zweiten Mal auf dem Gipfel. Außerdem bestieg er zweimal den Cho Oyu (2002 und 2003) und erreichte den Mittelgipfel des Shishapangma 2004.
Auf dem Weg zum Gipfel des 7129 Meter hohen Baruntse in der östlichen Himalaya-Region wurde er am 23. Oktober 2010 in 7045 Metern Höhe von einer Lawine erfasst; die Suche wurde am 25. Oktober 2010 erfolglos eingestellt.